# Antonio Busca Serbelloni
Don Antonio Busca Serbelloni (Milano, 15 ottobre 1795 – Milano, 14 aprile 1870) è stato un politico italiano.
Fu marchese di Lomagno e patrizio milanese.